# Dokumentationszentrum Obersalzberg

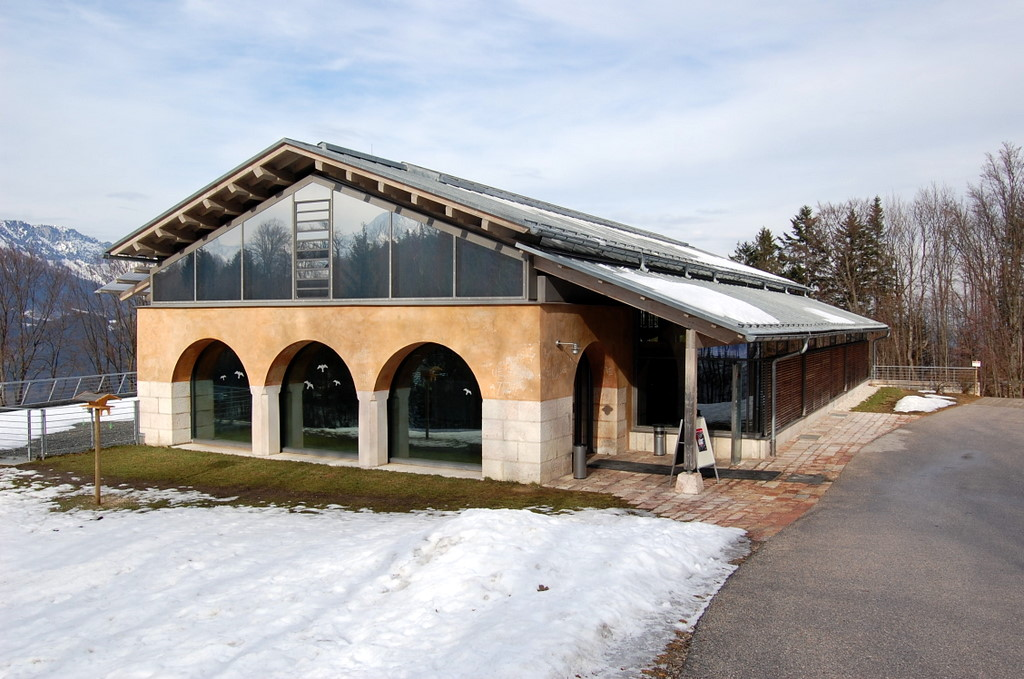
Dokumentationszentrum Obersalzberg

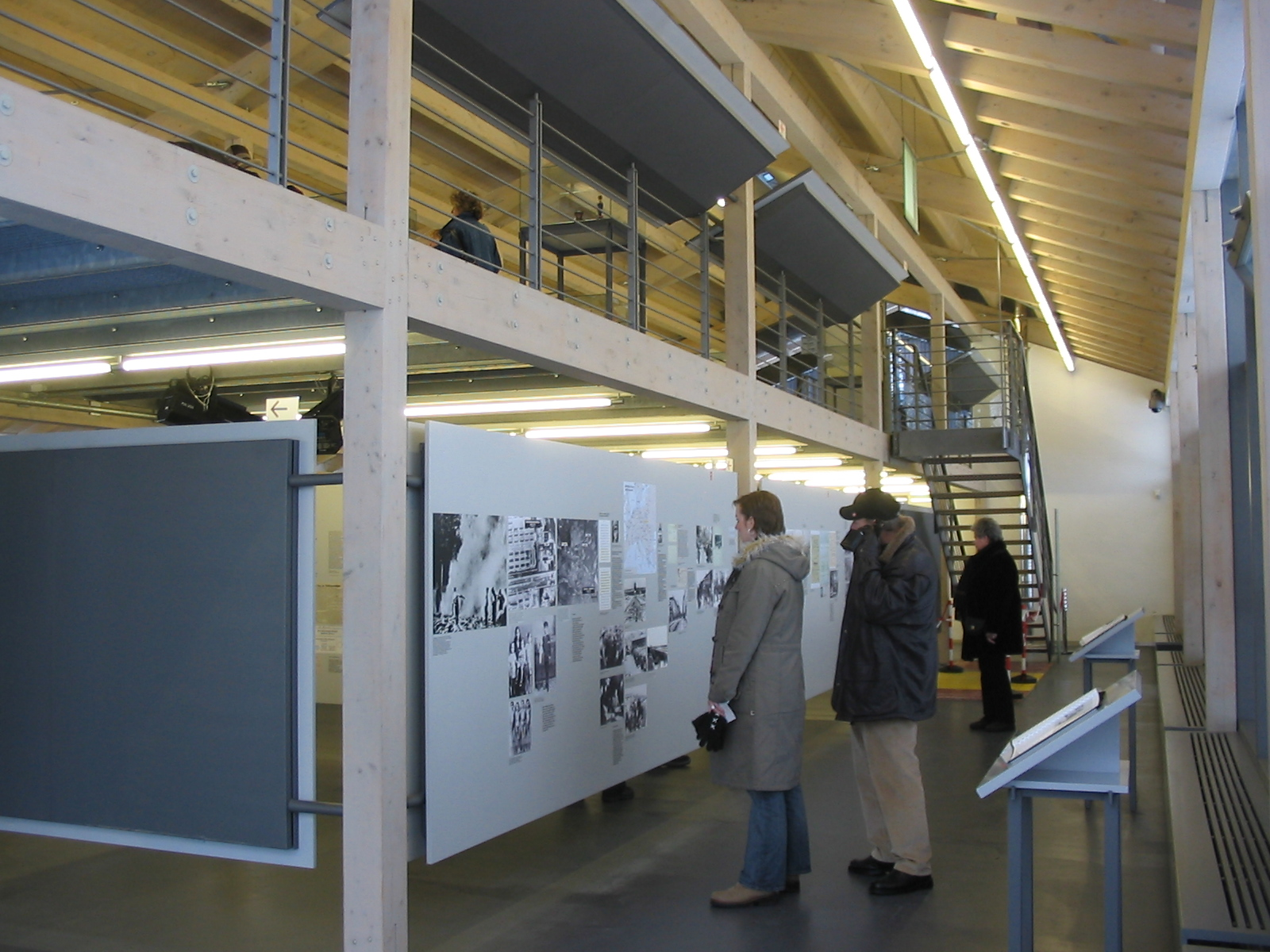
Dokumentationszentrum Obersalzberg

Dokumentationszentrum Obersalzberg is een museum op de plaats van het voormalig gasthuis op de Obersalzberg, de plek waar de nazileiders tijdens de Tweede Wereldoorlog hun optrek hadden. Het museum levert informatie over de Obersalzberg en het gebied er rondom heen, zoals Berchtesgaden en het Kehlsteinhaus. 

## Algemeen
Het museum staat op de plek waar vroeger het gasthuis was, niet ver van Hitlers Berghof. Het werd geopend in 1999 en heeft inmiddels meer dan anderhalf miljoen bezoekers getrokken.
In het museum kan men informatie verkrijgen in diverse talen. Er zijn originele documenten, foto's en kaarten te zien, alsmede diverse audiofragmenten te horen. Vanuit het museum bestaat er de mogelijkheid om via een tunnel terecht te komen in de ondergrondse bunkers van de Obersalzberg. Het uitgestrekte complex bunkers, verbonden door diverse tunnels, werd in 1943 aangelegd uit vrees voor bombardementen.